# Андреас Везалий
Андреас Везалий (на латински: Andreas Vesalius; на нидерландски: Andries van Wesel) е брабантски анатом и лекар. Той е автор на книгата „De humani corporis fabrica“ („За строежа на човешкото тяло“), която поставя началото на съвременната анатомия на човека.

## Биография
Везалий е роден през 1514 г. в Брюксел, по това време част от владенията на Хабсбургите. Семейството му от няколко поколения се занимава с медицина. Прадядо му завършва в Павия и преподава в основания по това време Льовенски католически университет, дядо му е лекар на император Максимилиан I, а баща му е аптекар на императора. Везалий продължава семейната традиция, като от ранна възраст учи гръцки и латински в Брюксел, а през 1528 г. постъпва в Льовенския университет.
През 1533 г., след като баща му е назначен за личен камериер на император Карл V, Везалий получава възможност да се прехвърли в Парижкия университет, където учи при Жак Дюбоа и Жан Фернел. През този период възниква интересът му към анатомията, като често изучава човешки кости в парижките гробища. През 1536 г., поради започналата война между Франция и Свещената Римска империя, той се завръща в Льовен, където се дипломира при Йоханес Винтер фон Андернах. Не след дълго влиза в конфликт с преподавателите и заминава за Венеция, а след това за Падуа, където през 1537 г. получава докторска степен.
Веднага след защитата на доктората си Везалий е назначен за преподавател по хирургия и анатомия в Падуанския университет, като периодично чете лекции и в Болонския и Пизанския университет. Той променя възприетите дотогава методи на преподаване, като набляга на дисекциите, извършвани лично от него по време на лекции, вместо на анализа на класическите медицински текстове.
За целите на преподаването Везалий изготвя шест големи илюстровани анатомични таблици, които през 1538 г. издава под заглавието „Tabulae Anatomicae Sex“, а на следващата година публикува актуализирана версия на наръчника на Гален „Institutiones Anatomicae“. През следващите години той извършва многобройни дисекции на екзекутирани престъпници и с помощта на наети художници изготвя и публикува голям брой анатомични илюстрации.
През 1541 г. Везалий разкрива, че използваните в медицинската практика анатомични книги на Гален са резултат от дисекции на маймуни, а не на хора, поради което съдържат съществени неточности. Той се заема да подготви собствено съчинение по човешка анатомия и през 1543 г. публикува седемтомната „De humani corporis fabrica“, посветена на Карл V и вероятно илюстрирана от Ян ван Калкар. Малко по-късно той издава и съкратена версия за студенти, която посвещава на Филип, сина на императора.
Малко след публикуването на своя труд Везалий е назначен за лекар в двора на Карл V, където прекарва следващите дванадесет години. През цялото време той е подлаган на нападки от страна на други лекари, които оспорват резултатите от изследванията му. През 1551 г. императорът поръчва разследване на религиозната страна на методите му, което напълно оправдава Везалий. Четири години по-късно един от основните критици на Везалий обявява, че откритите от него анатомични разлики се дължат на това, че човешкото тяло се е променило от времето на Гален. След абдикацията на Карл V, Везалий остава в двора на сина му Филип II, който му отпуска пожизнена пенсия.
През 1564 г. Везалий предприема поклонническо пътуване до Светите земи и посещава Йерусалим. По обратния път претърпява корабокрушение в Йонийско море и е изхвърлен на остров Закинтос, където малко по-късно умира.